# Kransmossen
Kransmossen är ett friluftsområde strax öster om stadsdelen Trandared i Borås kommun.   
På området finns bland annat fotbollsplaner, hinderbana och utegym. Här finns även många motionsspår, somliga med elljus.